# Casa de moneda de Kremnica

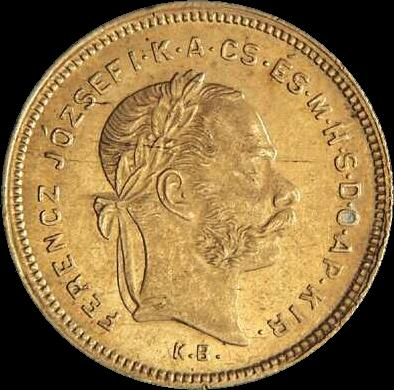
El último ducado acuñado en Kremnica para circulación (anverso, 1881)

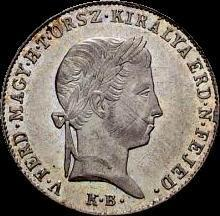
10 krajczár acuñados durante la revolución (anverso, 1848)

La casa de moneda de Kremnica (en eslovaco: Mincovňa Kremnica) es una casa de la moneda estatal situada en Kremnica, Eslovaquia. El precursor de la actual Mincovňa Kremnica, š. p. —štátny podnik equivale a empresa estatal— se estableció en 1328 y durante casi siete siglos se ha dedicado continuamente a la acuñación de moneda.

## Historia
La casa de moneda de Kremnica se estableció en 1328 cuando Kremnica fue convertida en una ciudad real libre por el rey húngaro Carlos de Anjou- La fábrica emitió varios tipos de monedas desde el principio, de las cuales la más exitosa fue su  ducado. Los ducados de Kremnica eran conocidos por su buena calidad y eran considerados la moneda más fuerte o moneda refugio de Europa Central. Los registros históricos disponibles informan que 21,5 millones de ducados fueron acuñados en la Casa de la Moneda de Kremnica a lo largo de su historia. El valor agregado de esta cantidad, medido a los precios actuales del oro, sería de tres mil millones de dólares estadounidenses, sin incluir el valor numismático.

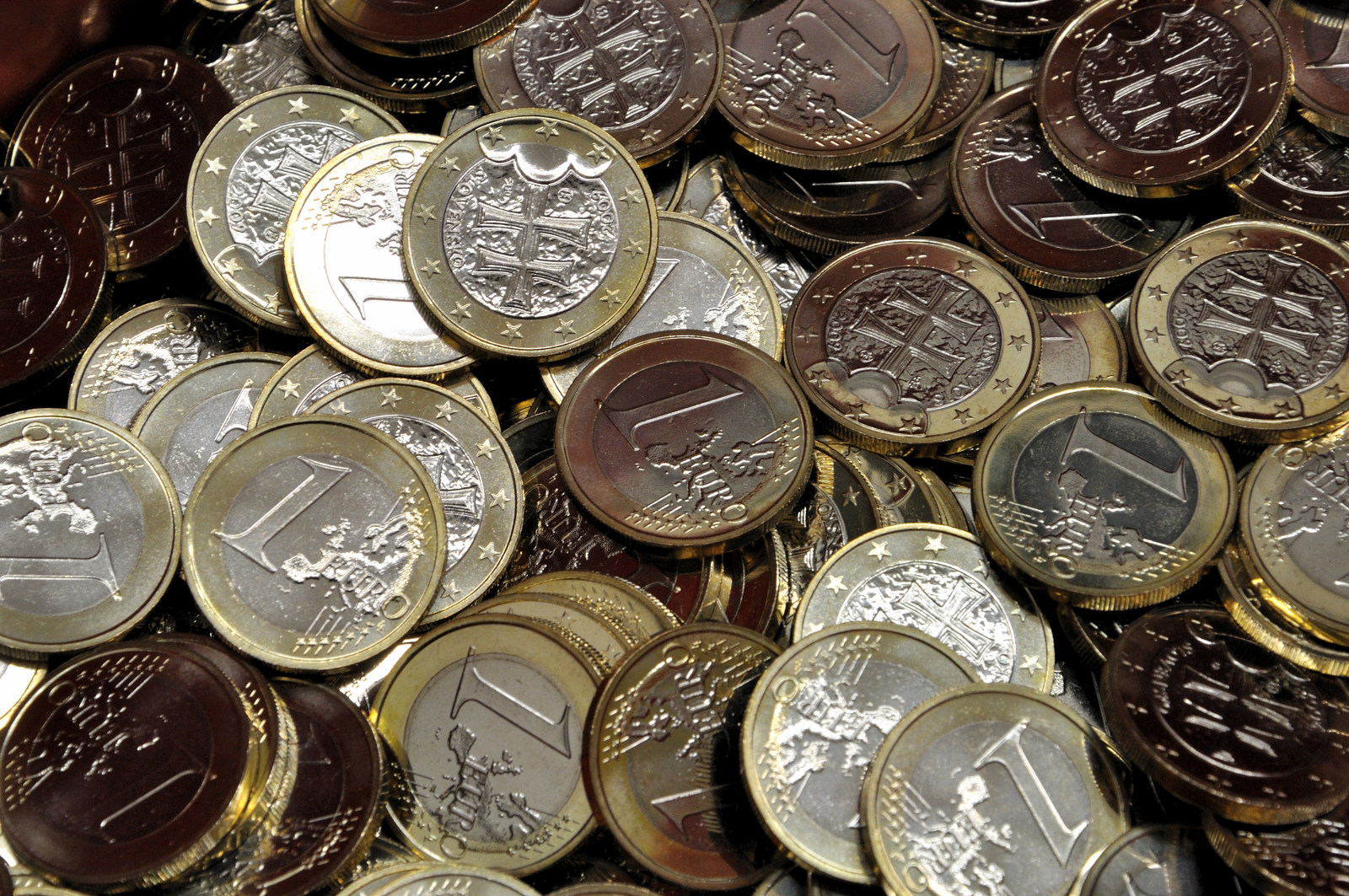
Monedas de euro

La fábrica se volvió muy anticuada a principios del siglo XX, y muchos pidieron nuevos equipos y la casa de moneda se trasladó a Budapest. Sin embargo, esto no sucedió hasta el final de la Primera Guerra Mundial. Mientras las tropas checas invadían el norte de Hungría, el gobierno de Mihály Károlyi ordenó mover el equipo y las existencias de metales nobles a Budapest. El gobierno húngaro comenzó a acuñar las primeras monedas con las máquinas defectuosas y los dados de desgaste en Csepel. Incluso las monedas acuñadas en 1922 llevaban la marca de casa de moneda KB.
El gobierno checoslovaco también tuvo que establecer una nueva casa de centavos, ya que no quedaban más edificios que Kremnica. El trabajo en la nueva maquinaria comenzó en 1921. Desde entonces, la casa de moneda ha fabricado todas las monedas utilizadas por el estado checoslovaco y  eslovaco y ha acuñado monedas para otros 25 países. Como Kremnica era el lugar de acuñado único del estado checoslovaco, el al protectorado checo (1939–1945) 
le fue Alemania la que le suministró monedas, y la República Checa (desde 1993) estableció su propia casa de moneda.

## En la actualidad
La casa de moneda de Kremnica fabrica tanto monedas de circulación como monedas conmemorativas para el Banco Nacional de Eslovaquia —monedas de euro eslovacas—, pero las capacidades y los estándares de calidad disponibles de la Casa de Moneda lo hacen capaz de suministrar monedas a otros países del mundo.
En marzo de 2013, la Casa de la Moneda ganó un contrato para producir 175 millones de piezas de Sri Lanka de 10 rupias con un valor total del contrato de 6,032 millones de dólares. Este contrato es especialmente valioso para la casa de moneda de Kremnica, ya que tuvo éxito en el campo anteriormente dominado por Royal Mint.

## Exposición
La casa de moneda estableció su propia tienda de monedas en 2006. La tienda está ubicada dentro del edificio histórico reconstruido desde 1450. Una exposición de acuñación es parte de la tienda de monedas y también incluye un conjunto restante de llamativas máquinas históricas: Vulkan. Además de las máquinas de  históricas, los visitantes también pueden observar la acuñación de monedas en las máquinas modernas.

## Marcas de ceca
La primera marca de ceca en las monedas acuñadas en Kremnica fue «C» (del latín Cremnicium), pero se cambió a «K» (del húngaro Körmöcz o el alemán Kremnitz) bajo el reinado de Segismundo y más tarde a «K-B» (del húngaro Körmöcz-Bánya o el alemán Kremnitz-Bergstadt). Con un decreto del 16 de junio de 1766, María Teresa uniformó las marcas de ceca del Imperio austríaco y el nuevo sistema alfabético mostró la importancia de la casa de moneda: Kremnica recibió la letra «B» (Viena recibió la «A», Praga la «C», etc.). Esto fue cambiado de nuevo a «K.B.» (del húngaro Körmöcz-Bánya) temporalmente en 1848-49 y finalmente en 1868. La marca de ceca «K.B.» se usó después de la evacuación de la casa de moneda a Budapest hasta 1922. La casa de moneda de Kremnica usa sus iniciales «MK» (del eslovaco Mincovňa Kremnica) como marca de ceca.